# Joaquín Arcega
Joaquín Arcega Aperte (Zaragoza, Aragón, España, 25 de abril de 1968) es un exbaloncestista español. Su hijo JJ Arcega-Whiteside es jugador de fútbol americano y su esposa Valorie Whiteside fue también baloncestista.

## Trayectoria
Formado en la cantera del CB Zaragoza, es hermano de Fernando y José Ángel, jugadores de amplia carrera en el CAI Zaragoza e internacionales por España. Fue uno de los jugadores pioneros en salir fuera de España, con la apertura de fronteras de la Ley Bosmán, jugó durante varias temporadas en Portugal, donde ganó varias títulos.

## Clubes
- Cantera CAI Zaragoza.
- 1988-1989 Cajabilbao. Entra por Aitor Zárate en octubre.
- 1989-1990 Ramsés Train Zaragoza.
- 1990-1992 Basketmar La Coruña.
- 1992-1993 Breogán Lugo.
- 1993-1995 Festina Andorra.
- 1995-1996 CB Guadalajara.
- 1995-1996 Gijón Baloncesto. Entra en diciembre
- 1996-1997 CN Helios Zaragoza.
- 1997-1999 Guialmi Estrelas da Avenida.
- 1999-2000 U.D. Oliveirense.
- 2000-2002 Benfica Lisboa.
- 2002-2003 CF Belenenses.
- 2002-2003 Ulla Oil Rosalía.
- 2002-2003 Seixal FC. Diogo Carreira.
- 2003-2004 Aracena

## Palmarés
- 1997-98 Copa de Portugal. Guialmi Estrelas. Campeón.
- 1997-98 Liga de Portugal. Guialmi Estrelas. Campeón.